# Szövetségi Gyűlés (Ausztria)
A Szövetségi Gyűlés (németül Bundesversammlung) az osztrák parlament két házának - a Nemzeti Tanácsnak és a Szövetségi Tanácsnak az együttes ülése. a két ház elnöke a Szövetségi Gyűlés ülésén felváltva elnököl.
Ausztria alkotmánya szerint a Szövetségi Gyűlés nem törvényhozó testület. A két kamara törvényhozói feladatait szigorúan elkülönülve végzi. 1945 óta a Szövetségi Gyűlés csakis a megválasztott elnök beiktatása céljából ült össze.

## Külső hivatkozás
- Hivatalos honlapja Archiválva 2017. szeptember 26-i dátummal a Wayback Machine-ben

## Fordítás
- Ez a szócikk részben vagy egészben  a   Federal Assembly (Austria) című angol Wikipédia-szócikk ezen változatának fordításán alapul.  Az eredeti cikk szerkesztőit annak laptörténete sorolja fel. Ez a jelzés csupán a megfogalmazás eredetét és a szerzői jogokat jelzi, nem szolgál a cikkben szereplő információk forrásmegjelöléseként.